# جوني ماكليود
جوني ماكليود (بالإنجليزية: Johnny MacLeod)‏ (23 نوفمبر 1938 بإدنبرة في المملكة المتحدة - ) هو لاعب كرة قدم بريطاني في مركز جناح ‏. شارك مع منتخب اسكتلندا لكرة القدم. أما مع النوادي، فقد لعب مع أستون فيلا وريث روفرز وكيه في ميخيلين ونادي أرسنال ونادي هيبرنيان وNewtongrange Star F.C. ‏ ورابطة كرة القدم الاسكتلندية الحادية عشر ‏.

## وصلات خارجية
- جوني ماكليود على موقع قاعدة بيانات كرة القدم.إي يو (الإنجليزية)